# Khyrim
Khyrim (Khairam o Nongkhrem o Nong Khrem) és un petit estat khasi a Meghalaya, a les muntanyes Khasi. Tenia una població el 1881 de 24.425 habitants i el 1901 de 31.327 habitants. El seu cap era un siem que el 1881 era U Klur Singh. Els ingressos s'estimaven en 820 lliures. Al seu territori es troba ferro amb alta puresa la major part del qual s'exporta, ja que és considerat més valuós que el ferro d'altres llocs. L'activitat principal de l'estat era i és l'agricultura amb cultius d'arròs, mill, cotó, patates, taronges, i altres vegetals; a la jungla es produeix cautxú, mel, pebre negre, cinamom i laca.